# Deutsche Cadre-71/2-Meisterschaft 2018/19

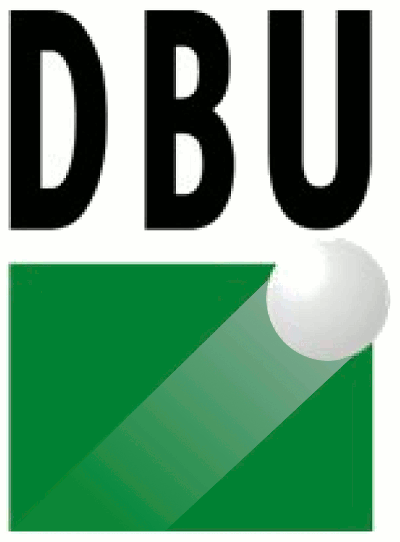
Verbandslogo: DBU

Die Deutsche Cadre-71/2-Meisterschaft 2018/19 ist eine Billard-Turnierserie und fand vom 6. bis zum 7. November 2018 in Bad Wildungen zum 69. Mal statt.

## Geschichte
Mit seinem 13. Titel im Cadre 71/2 ist der geborene Lüdenscheider Thomas Nockemann Rekordhalter in dieser Disziplin des Billardsports. Im Finale revangierte er sich durch einen Sieg in der Verlängerung für die Niederlage in der Gruppenphase in zwei Aufnahmen gegen Sven Daske. Nachdem Daske das Finalmatch beendet hatte egalisierte Nockemann im Nachstoß. In der Verlängerung reichte ein 1:0-Sieg. Titelverteidiger Carsten Lässig und Markus Melerski wurden gemeinsam Dritte.

## Modus
Gespielt wurden zwei Vorrundengruppen bis 150 Punkte oder 15 Aufnahmen. Die beiden Gruppenbesten spielten dann im K.-o.-System den Sieger aus. Platz drei wurde nicht mehr ausgespielt.
Die Endplatzierung ergab sich aus folgenden Kriterien:
1. Matchpunkte
2. Generaldurchschnitt (GD)
3. Bester Einzeldurchschnitt (BED)
4. Höchstserie (HS)

## Teilnehmer (alphabetisch)
1. Carsten Lässig (BG Coesfeld) (Titelverteidiger)
2. Thomas Berger (BC Nied)
3. Sven Daske (SCB Langendamm)
4. Uwe Matuszak (BG RW Krefeld)
5. Markus Melerski (BC Hilden)
6. Thomas Nockemann (DBC Bochum)
7. Arnd Riedel (BC Wedel)
8. Horst Wiedemann (BC Essen-Frintrop)

## Turnierverlauf

### Gruppenphase
| MP    | Match Points (Sieger = 2; Unentschieden = 1; Verlierer = 0) |
| Pkte. | Erzielte Karambolagen                                       |
| Aufn. | Benötigte Versuche                                          |
| GD    | Generaldurchschnitt                                         |
| BED   | Bester Einzeldurchschnitt eines Spielers                    |
| HS    | Höchstserie                                                 |
|       | Bester GD des Turniers                                      |
|       | Bester ED des Turniers                                      |
|       | Beste HS des Turniers                                       |
|       | 1. Platz (Gold)                                             |
|       | 2. Platz (Silber)                                           |
|       | 3. Platz (Bronze)                                           |

| Platz                      | Name            | MP  | Pkte. | Aufn. | GD    | BED   | HS |
| -------------------------- | --------------- | --- | ----- | ----- | ----- | ----- | -- |
| 1                          | Carsten Lässig  | 6:0 | 414   | 28    | 14,78 | 21,42 | 95 |
| 2                          | Markus Melerski | 4:2 | 403   | 27    | 14,92 | 18,75 | 47 |
| 3                          | Horst Wiedemann | 4:2 | 367   | 35    | 10,48 | 12,50 | 66 |
| 4                          | Arnd Riedel     | 0:6 | 254   | 30    | 8,46  | –     | 43 |
| Gruppendurchschnitt: 11,98 |                 |     |       |       |       |       |    |

| Platz                      | Name          | MP  | Pkte. | Aufn. | GD    | BED    | HS  |
| -------------------------- | ------------- | --- | ----- | ----- | ----- | ------ | --- |
| 1                          | Sven Daske    | 6:0 | 450   | 19    | 23,68 | 75,00  | 111 |
| 2                          | Th. Nockemann | 4:2 | 342   | 10    | 34,20 | 150,00 | 150 |
| 3                          | Thomas Berger | 2:4 | 245   | 14    | 17,50 | 25,00  | 71  |
| 4                          | Uwe Matuszak  | 0:6 | 166   | 23    | 7,21  | –      | 25  |
| Gruppendurchschnitt: 18,22 |               |     |       |       |       |        |     |

## Finalrunde
| Halbfinale       |     |        |   |       |       |     |
| Carsten Lässig   | 0:2 | 38     | 5 | 7,60  | –     | 34  |
| Thomas Nockemann | 2:0 | 150    | 5 | 30,00 | 30,00 | 110 |
| Sven Daske       | 2:0 | 150    | 9 | 16,66 | 16,66 | 56  |
| Markus Melerski  | 0:2 | 52     | 9 | 5,77  | –     | 29  |
| Finale           |     |        |   |       |       |     |
| Thomas Nockemann | 2:0 | 150(1) | 7 | 21,42 | 21,42 | 125 |
| Sven Daske       | 0:2 | 150(0) | 7 | 21,42 | 21,42 | 57  |

## Abschlusstabelle
| Klassement                 | Klassement | Klassement       | Klassement | Klassement | Klassement | Klassement | Klassement | Klassement | Klassement |
| Phase                      | Platz      | Name             | MP         | Pkte.      | Aufn.      | GD         | BED        | HS         |            |
| -------------------------- | ---------- | ---------------- | ---------- | ---------- | ---------- | ---------- | ---------- | ---------- | ---------- |
| Finale                     | 1          | Thomas Nockemann | 8:2        | 642        | 22         | 29,18      | 150,00     | 150        |            |
| Finale                     | 2          | Sven Daske       | 8:2        | 750        | 35         | 21,42      | 75,00      | 111        |            |
| Halb- finale               | 3          | Carsten Lässig   | 6:2        | 452        | 33         | 13,69      | 21,42      | 95         |            |
| Halb- finale               | 3          | Markus Melerski  | 4:4        | 455        | 36         | 12,63      | 18,75      | 47         |            |
| Gruppen- phase             | 5          | Thomas Berger    | 2:4        | 245        | 14         | 17,50      | 25,00      | 71         |            |
| Gruppen- phase             | 6          | Horst Wiedemann  | 4:2        | 367        | 35         | 10,48      | 12,50      | 66         |            |
| Gruppen- phase             | 7          | Arnd Riedel      | 0:6        | 254        | 30         | 8,46       | –          | 43         |            |
| Gruppen- phase             | 8          | Uwe Matuszak     | 0:6        | 166        | 23         | 7,21       | –          | 25         |            |
| Turnierdurchschnitt: 14,60 |            |                  |            |            |            |            |            |            |            |